# La Roque-sur-Cèze
La Roque-sur-Cèze è un comune francese di 177 abitanti situato nel dipartimento del Gard, nella regione dell'Occitania.

## Società

### Evoluzione demografica
Abitanti censiti